# Georg Hermes (Jurist)
Georg Hermes (* 1958 in Dortmund) ist ein deutscher Rechtswissenschaftler.

## Leben
Von 1976 bis 1981 studierte Georg Hermes Rechtswissenschaft und Politikwissenschaft an den Universitäten Bonn, Genf und Freiburg im Breisgau. Zwischen seiner ersten (1981) und zweiten (1988) Juristische Staatsprüfung promovierte er 1986 zum Doktor der Rechtswissenschaften und habilitierte sich 1997 an der Universität Freiburg.
Hermes war von 1988 bis 1989 als Rechtsanwalt tätig. Von 1989 bis 1992 war er wissenschaftlicher Mitarbeiter am Bundesverfassungsgericht, im Anschluss daran bis 1995 Stipendiat der Deutschen Forschungsgemeinschaft. Nach Lehrstuhlvertretungen 1994 an der Universität Bielefeld, 1996 bis 1997 an der Universität Frankfurt am Main und von 1997 bis 1998 an der Technischen Universität Dresden ist er seit 1998 ordentlicher Professor für Öffentliches Recht an der Johann Wolfgang Goethe-Universität Frankfurt am Main.
Georg Hermes’ Forschungsschwerpunkte sind das Infrastruktur- und das Staatsorganisationsrecht. Er hat mehrere Gutachten zu aktuellen politischen Streitfragen erstellt und politische Akteure gerichtlich vertreten, so beispielsweise Bündnis 90/Die Grünen im Wahlprüfungsverfahren vor dem Hessischen Staatsgerichtshof gegen die Entscheidung des  Wahlprüfungsgerichts wegen der Verwendung von unrechtmäßig empfangenen Parteispenden, die die CDU im hessischen Landtagswahlkampf 1999 verwendet hatte.
Im Jahr 2016 kritisierte Hermes die Pläne der Bundesregierung zur Einführung einer Bundesfernstraßengesellschaft. Seines Erachtens sollen damit die EU-Konvergenzkriterien umgangen und eine Privatisierung durchgeführt werden.
Im September 2019 gehörte er zu den etwa 100 Staatsrechtslehrern, die sich mit dem offenen Aufruf zum Wahlrecht Verkleinert den Bundestag! an den Deutschen Bundestag wandten.
Hermes ist verheiratet und Vater zweier Töchter.

## Schriften (Auswahl)
- Das Grundrecht auf Schutz von Leben und Gesundheit. Schutzpflicht und Schutzanspruch aus Art. 2 Abs. 2 Satz 1 GG. In: Freiburger rechts- und staatswissenschaftliche Abhandlungen. Band 46. Müller Juristischer Verlag, Heidelberg 1987, ISBN 3-8114-4386-0 (Zugl.: Freiburg (Breisgau), Univ., Diss., 1985/86).
- mit Joachim Wieland: Die staatliche Duldung rechtswidrigen Verhaltens. Dogmatische Folgen behördlicher Untätigkeit im Umwelt- und Steuerrecht. In: Forum Rechtswissenschaft. Band 20. Müller, Jur. Verl, Heidelberg 1988, ISBN 3-8114-6188-5.
- Staatliche Infrastrukturverantwortung. Rechtliche Grundstrukturen netzgebundener Transport- und Übertragungssysteme zwischen Daseinsvorsorge und Wettbewerbsregulierung am Beispiel der leitungsgebundenen Energieversorgung in Europa. In: Jus publicum. Band 29. Mohr Siebeck, Tübingen 1998, ISBN 3-16-146820-1 (Zugl.: Freiburg (Breisgau), Univ., Habil.-Schr., 1996/97).
- Verfassungsrecht und einfaches Recht – Verfassungsgerichtsbarkeit und Fachgerichtsbarkeit. Primär- und Sekundärrechtsschutz im Öffentlichen Recht: Berichte und Diskussionen auf der Tagung der Vereinigung der Deutschen Staatsrechtslehrer in Würzburg vom 3. bis 6. Oktober 2001. In: Veröffentlichungen der Vereinigung der Deutschen Staatsrechtslehrer. Band 61. De Gruyter, Berlin, Boston 2002, ISBN 3-11-089874-8, doi:10.1515/9783110898743.119 (degruyter.com [abgerufen am 17. Januar 2019] Reprint 2013).
- mit Franz Reimer (Hrsg.): Landesrecht Hessen. Studienbuch. 10. Auflage. Nomos, Baden-Baden 2022, ISBN 978-3-8487-6959-9.